# Matyáš František Chorinský z Ledské
Matyáš František hrabě Chorinský svobodný pán z Ledské (latinsky Mathias Franciscus Comes de Chorinsky Liber Baron de Ledske, německy Mathias Franz Graf Chorinsky Freiherr von Ledske, 4. října 1720 Pačlavice – 30. října 1786 Kuřim) byl první biskup brněnský a zakladatel brněnské diecéze. Pocházel ze šlechtického rodu Chorinských z Ledské.

## Život
Na kněze byl vysvěcen v roce 1743 a v roce 1771 byl konsekrován jako titulární biskup samařský. Byl určen k pomoci nemocnému, svému příbuznému královéhradeckému biskupovi Heřmanu Hanibalovi, hraběti z Blümegenu. Z jeho pověření vysvětil 5. září 1773 po opravě kostel sv. Jana Křtitele ve Dvoře Králové nad Labem. Po smrti biskupa Heřmana Hannibala se stal pomocným biskupem olomouckého biskupa Maxmiliána Hamiltona, ten však zemřel 17. října 1776. Chorinský byl roku 1775 jmenován rektorem C. k. univerzity v Olomouci.
Byl i proboštem brněnské kapituly, což snad také přispělo k tomu, že byl císařovnou nominován 18. května 1777 prvním biskupem nově vytvořené diecéze brněnské. Tomuto přání panovnice vyhověl papež Pius VI. a jmenování potvrdil dne 15. prosince 1777. Slavnostní intronizace se uskutečnila 22. února 1778. Nově zřízenou diecézi tvořilo 18 děkanátů a 151 farností. Rozšíření své diecéze se dočkal v roce 1783, kdy bylo celkem 36 děkanátů a 397 farností.
Zemřel při vizitaci v Kuřimi a generálním dědicem učinil brněnskou katedrálu, jejíž přestavbu zahájil.